# Karn Evil 9
Karn Evil 9 è un brano della progressive rock band inglese Emerson, Lake & Palmer (ELP), pubblicato nell'album Brain Salad Surgery nel 1973. Si tratta di una lunga suite di quasi mezz'ora, sviluppata attraverso tre movimenti autonomi detti Impressions. La più famosa citazione dalla suite è probabilmente la frase iniziale della seconda parte della prima Impression, "Welcome back my friends to the show that never ends", frase che darà anche il titolo (non casuale) al seguente triplo disco live del gruppo.

## Informazioni generali
La musica di Karn Evil 9 era stata composta da Keith Emerson, con testi di Greg Lake e Peter Sinfield, già coautore per i King Crimson (dove Lake aveva militato), che da questo momento collaborerà a più riprese, sempre in qualità di paroliere, con il trio e con il bassista per suoi lavori solisti.
Il titolo della suite è un'alterazione della parola "carnival", giocata sull'assonanza di "evil" ("cattivo").
Il brano, lungo complessivamente 29:37 minuti, è il quinto ed ultimo di Brain Salad Surgery. In origine, considerando l'uscita dell'album in LP, la prima Impression era a sua volta suddivisa in due parti, secondo la sequenza delle due facciate del disco, così la Part 1 siglava la prima facciata, sfumando rapidamente su una frase di sintetizzatore, che riprendeva allo stesso modo (con un effetto di "fade-in") all'inizio del lato B, inaugurando la ripresa e conclusione del movimento. Con le successive ristampe in CD, tale suddivisione non è più stata mantenuta e il pezzo è stato riunificato; tuttavia la Part 2 ha avuto vita autonoma sulle varie antologie del gruppo, oltre che nei loro concerti, sia per la durata più agile (tra i 4 e i 5 minuti) che ne faceva un buon pezzo a sé, sia per il citato verso "Welcome back my friends...", di chiaro impatto nelle performance dal vivo.
La prima Impression inizia con la nascita del mondo e continua narrando di uno stravagante e straordinario show futuristico ("the show that never ends", appunto), mentre la seconda, strumentale, a metà tra il jazz e l'avanguardia, fa da interludio tra la prima e la terza, che, ancora più epica nella resa sonora, parla di tutt'altro argomento. Infatti il "Karnival" lascia spazio a una guerra fra umani e computer, il cui esito può essere interpretato in tre diversi modi: nel primo caso, gli umani vincono e riescono a imporsi sui computer; nel secondo vincono i computer, che lasciano vivere gli umani solo per la soddisfazione della vittoria. 
La terza lettura è fornita dall'originale interpretazione di Peter Sinfield, secondo cui "ciò che l'uomo inventa si riversa ironicamente su di lui", quindi gli umani vincono una guerra grazie ai computer per poi finire, però, abbattuti dalle macchine stesse, che impongono il loro dominio sull'uomo.

## Crediti
Tutte le parti vocali sono cantate da Greg Lake, eccetto le frasi dette dai computer, interpretate da Keith Emerson con utilizzo di effetti.
Testi di Greg Lake e Peter Sinfield, musiche di Keith Emerson; edizioni musicali Manticore Music.
1. 1st Impression (1ª parte) – 8:37
2. 1st Impression (conclusione) – 4:46
3. 2nd Impression (strumentale) – 7:07
4. 3rd Impression – 9:13

## Formazione
- Keith Emerson – tastiere
- Greg Lake – basso, chitarra solista, voce
- Carl Palmer – batteria, percussioni